# Humanitaire- en Idealistische Radio Omroep
De Humanitaire- en Idealistische Radio Omroep (HIRO) was een omroep die bestond van begin jaren dertig van de twintigste eeuw tot 1972. De H.I.R.O. streefde naar 'bewustmaking en bevordering van de algemene broederschap'. Niet alleen personen konden lid zijn, maar ook verenigingen op het gebied van de vredesbevordering, de theosofie, het soefisme, het spiritisme, de vrijmetselarij, de bestrijding van drankmisbruik en de bestrijding van vivisectie. Het maandblad van de HIRO was HIRO-Nieuws, en stond onder redactie van J. D. Ros uit Den Haag.
Het kantoor van de HIRO was gevestigd op Nassaulaan 21 in Hilversum. Tussen 1937 en 1940 werd gebruik gemaakt van villa De Banninck aan de Koningslaan 17 in Bussum.

## Oprichting
De HIRO werd opgericht op 28 april 1929 door twaalf organisaties alsmede enkele belangstellenden. Ze waren bijeen geroepen door een commissie die zoveel mogelijk humanitaire en idealistische stromingen in Nederland in een omroep wilde verenigen. Op 26 augustus kregen de statuten van de HIRO Koninklijke goedkeuring. De commissie wendde zich eerst tevergeefs tot de bestaande omroepverenigingen met het verzoek een uur zendtijd in de vier weken beschikbaar te stellen.
Op 31 december 1929 hadden zich naast duizend personen ook reeds dertig organisaties aangesloten. De organisaties vertegenwoordigden samen ruim tachtigduizend leden. Na de publicatie van het zendtijdbesluit bleek dat er voor de HIRO een half uur per week zendtijd mogelijk was. Het verkrijgen van zendtijd ging echter moeizaam. De eerste jaren moest elke uitzending opnieuw worden aangevraagd. 
In 1931 werd besloten, met het oog op het voorkomen van verdere verbrokkeling op het gebied der bijzondere omroepverenigingen, om elke vereniging tot de HIRO toe te laten, waarvan de statuten niet strijdig waren met de statuten van de HIRO. Het totale ledenaantal van de HIRO was in 1931 gegroeid naar meer dan 140.000 leden. Omdat de HIRO nog geen zendtijd had, werd ook dat jaar geen zendtijd aangevraagd voor de radio minder gunstige zomermaanden.
In september 1938 waren ruim 6000 personen lid. Het aantal verenigingen bedroeg toen 32 en er waren 14 afdelingen. In 1938 werd uitgezonden op de eerste zaterdag (van 16—17 uur) en de derde dinsdag (16-17.10) van elke maand. In 1939 was het aantal aangesloten organisaties gestegen tot 56.
In 1967 kreeg de HIRO bij de regeling van de zendtijdverdeling als mini-omroep 2 uur radio en 20 minuten tv per 4 weken zendtijd toegewezen.

## Intrekking zendmachtiging
In 1968 werd de Nederlandse Omroepwet echter aangepast. Op 7 juli 1971 berichtte het ministerie van CRM de mini-omroepen HIRO, de NVSH en de Morele Herbewapening, dat hun radio- en tv-zendmachtiging per 1 oktober 1971 werd ingetrokken.
Het beroep van de mini-omroepen tegen de beslissing kon echter niet op tijd worden behandeld door de Raad van State. Het leidde ertoe dat de omroepen en de NOS vanaf november 1971 40 minuten zendtijd per week vrijmaakten voor de terugkeer van HIRO en de beide andere mini-omroepen. Toen het beroep door de Kroon in 1972 alsnog werd afgewezen betekende dat het eind van de HIRO.

## Lijst van aangesloten Verenigingen
Een lijst mat verenigingen die korter of langer bij de HIRO waren aangesloten:
- Algemene Nederlandse Vrouwen-Vredebond afdeling Haarlem
- Algemene Ned. Vrouwen-Vredebond
- Theosofische Vereniging in Nederland[8]
- Evangelische Maatschappij
- Bond voor Staatspensioneering (de latere ANBO)
- Federatie van Dierenbeschermers Verenigingen
- Internationale Broederschap voor Kunst en toegepaste Kunst
- Internationale Vrouwenbond voor Vrede en Vrijheid’’ (secretaresse Selma Meijer)
- Karma en Reïncarnatie Legioen
- Nederlandsche Blindenbond
- Nederlandsche Kinderbond
- Nederlandse Jack London Verbond
- Nederlandsch Verbond van Vrijmetselaren
- Nederlandse Vereniging tot Bescherming van Dieren
- Nederlandse Vereniging van Spiritualisten "Harmonia"
- Nooit meer Oorlog Federatie
- Star-Publishing Trust (Ned. Agentschap)
- Stichting Nationale Vredesactie (secr. Johannes Hugenholtz)
- Vereeniging tot Wettelijke Dierenbescherming
- Vredesgroep Amsterdam
- Vredeskring Zwolle
- Centrale Bond van Werkmeesters en ander opzichthoudend Personeel
- Ned. Ver. van Chefs in het grafisch bedrijf
- Stichting Ziekentroost